# Ärekorset

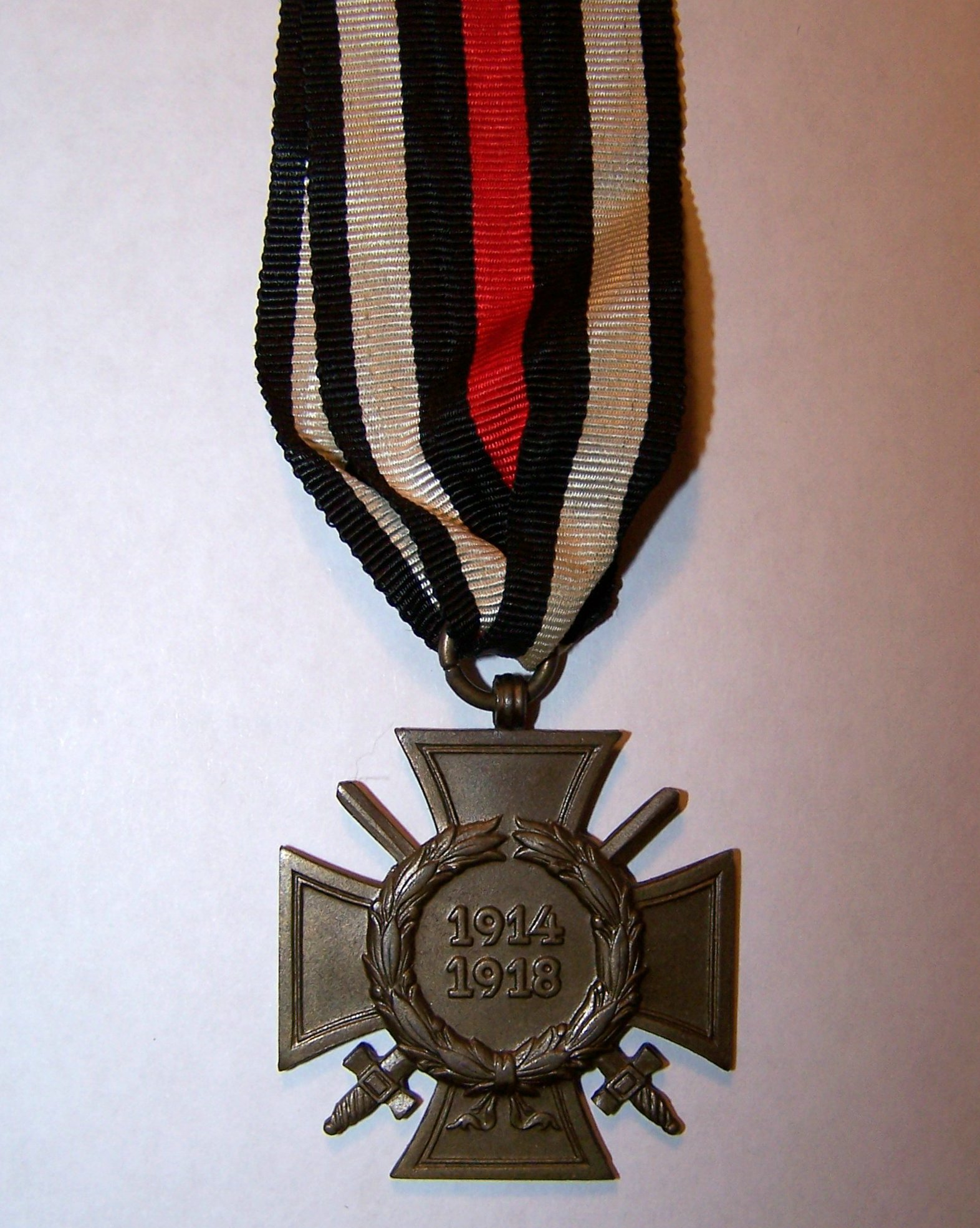
Ärekorset.

Ärekorset (tyska Ehrenkreuz des Weltkrieges) var en tysk militär utmärkelse som instiftades av rikspresident Paul von Hindenburg den 13 juli 1934. Syftet med Ärekorset var att hedra de tyska soldater som hade stridit på Tysklands sida i första världskriget. Efter Anschluss, Tysklands annektering av Österrike i mars 1938, kunde även österrikare bli föremål för utmärkelsen.

### Webbkällor
- ”Ehrenkreuz des Weltkrieges” (på engelska). TracesOfWar. Stichting Informatie Wereldoorlog Twee. https://www.tracesofwar.com/awards/139/Ehrenkreuz-des-Weltkrieges.htm. Läst 5 maj 2012.